# NGC 7660
NGC 7660은 페가수스자리 방향으로 지구로부터 약 2억 6,300만 광년 떨어져 있는 타원 은하이다. 허블순차 상 분류로는 E2에 속하며 직경은 약 105,000 광년이다. 1828년 9월 5일 존 허셜이 발견했다.